# Clive A. Stace
Clive Anthony Stace, né en 1938, est un botaniste britannique. Il a effectué sa carrière universitaire à l' Université de Leicester, où il a occupé le poste de professeur de taxonomie végétale. Il a présidé la Botanical Society of Britain and Ireland.
En 2012, une espèce de graminées nouvellement décrite, Brachypodium stacei (auparavant considérée comme une forme de Brachypodium distachyon), a été nommée en son honneur.
Il est l'auteur de nombreuses publications notables relatives à la flore vasculaire de Grande-Bretagne et d'Irlande :
- Hybridization and the flora of the British Isles
- New Flora of the British Isles
- Vice-county Census Catalogue of the Vascular Plants of Great Britain
- Alien Plants

Alient Plants, écrit en collaboration avec Michael J. Crawley et paru en 2015, est le 129e volume de la collection New Naturalist. Clive Stace est également l'auteur d'un manuel pour étudiants intitulé Plant Taxonomy and Biosystematics.
En botanique, l'abréviation d'auteur Stace fait référence à Clive A. Stace.